# Szalag

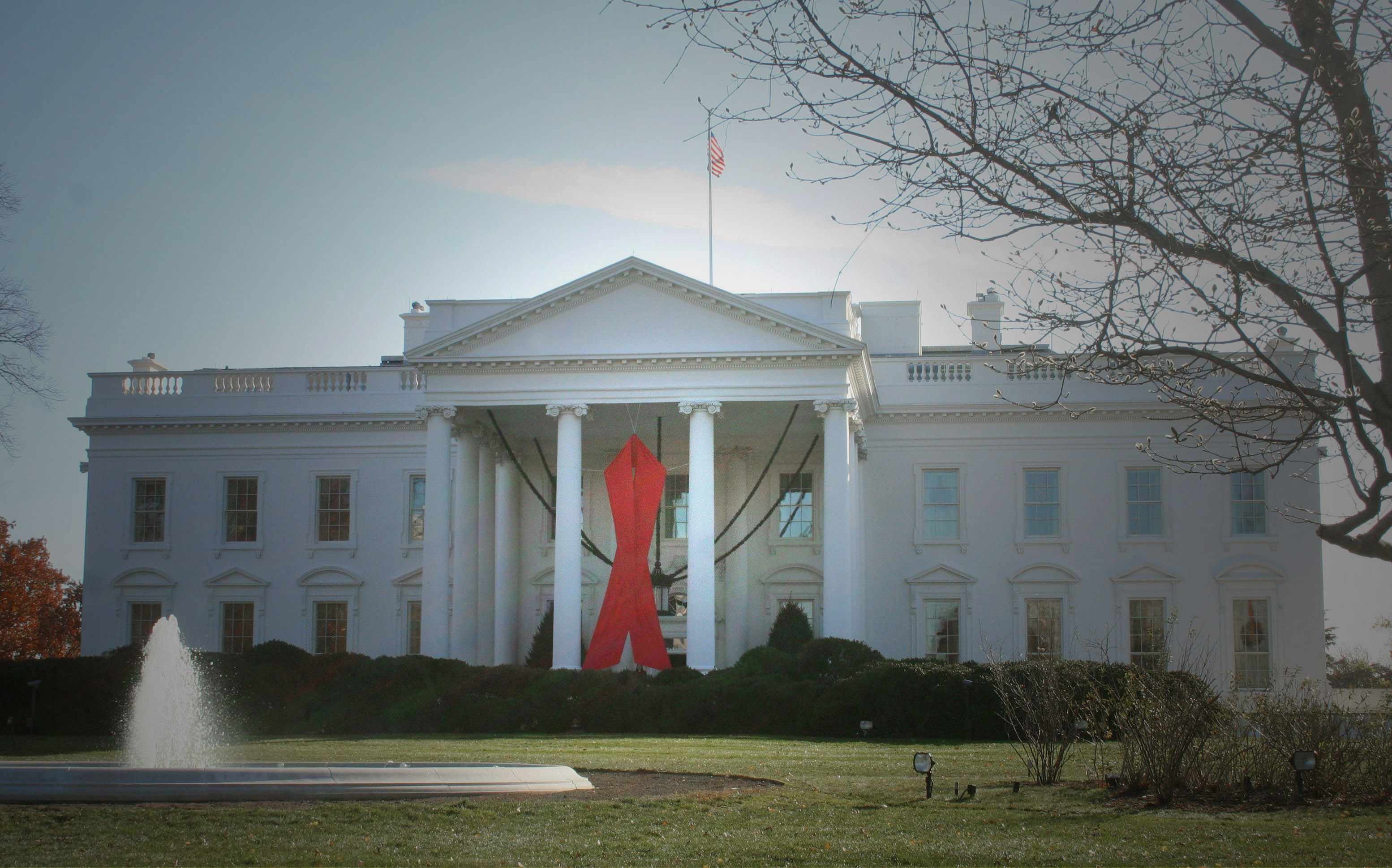
AIDS-napi szalag a Fehér házon

A szalag egy hosszú, keskeny, vékony textilszövetből, műanyagból, papírból vagy más hajlékony anyagból, sőt esetleg fémből készült tárgy.
A textilszalagokat szövésmintájuk szerint ripsz-, taft-, esetleg danubiaszalagnak hívjuk.
Ezeket szalagszövő gépen készítik (pl. Frick-Müller, Mageba stb.), de egyes fajtái horgológépen (pl. Frick-Müller, Comez stb.) is előállíthatók.
Egyes szalagok díszítő jellegű csomagolásra használt kötözőeszközök, hogy még ünnepélyesebbé tegyék az átadandó csomagot.
Kitűzőként is gyakran használatos, olykor kokárda formában.
Kitüntetések sokszor viselik formájukban és nevükben a szalag megnevezést, így például az Egyesült Államok fegyveres erőinek kitüntetései között számos szalag van.
A szalag a csík részeként a heraldikában is szerepet játszik, heraldikai fogalom a balharánt-szalag is.

## Képek

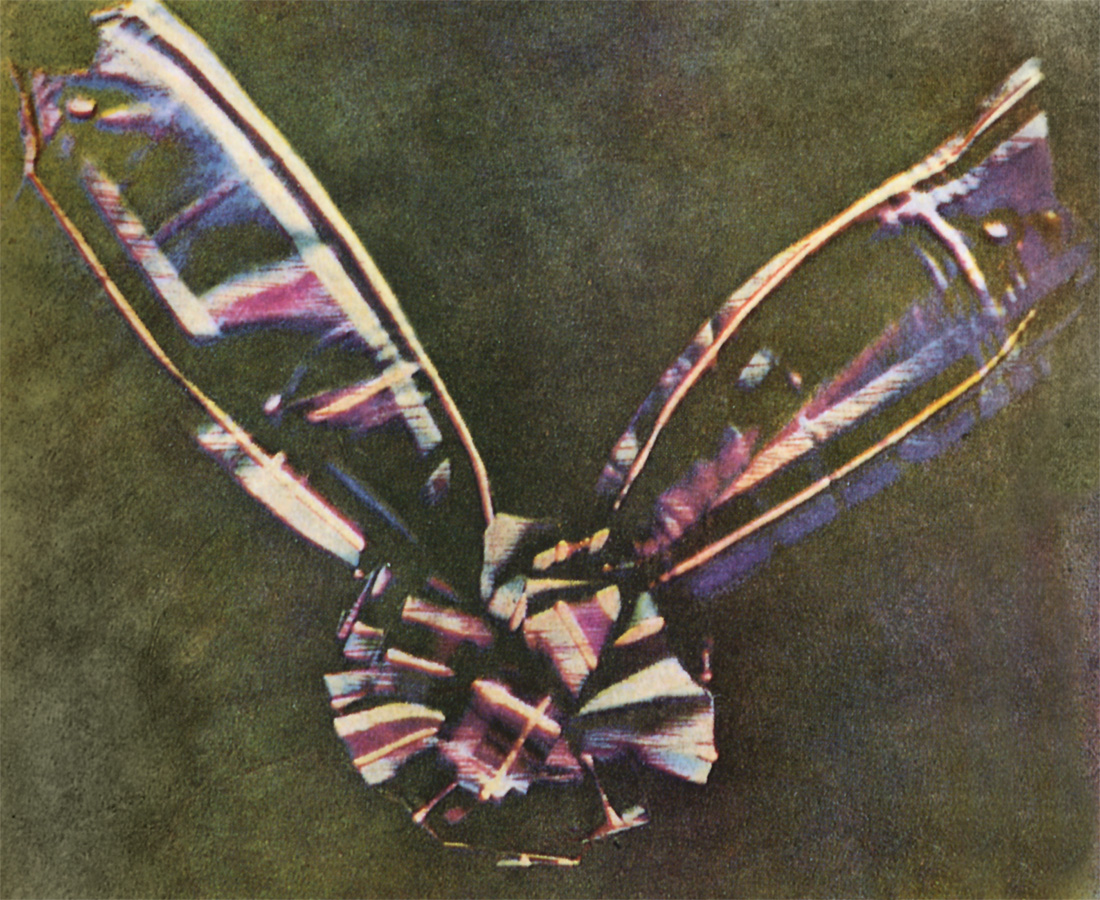
Az első színes fénykép egy szalagról készült
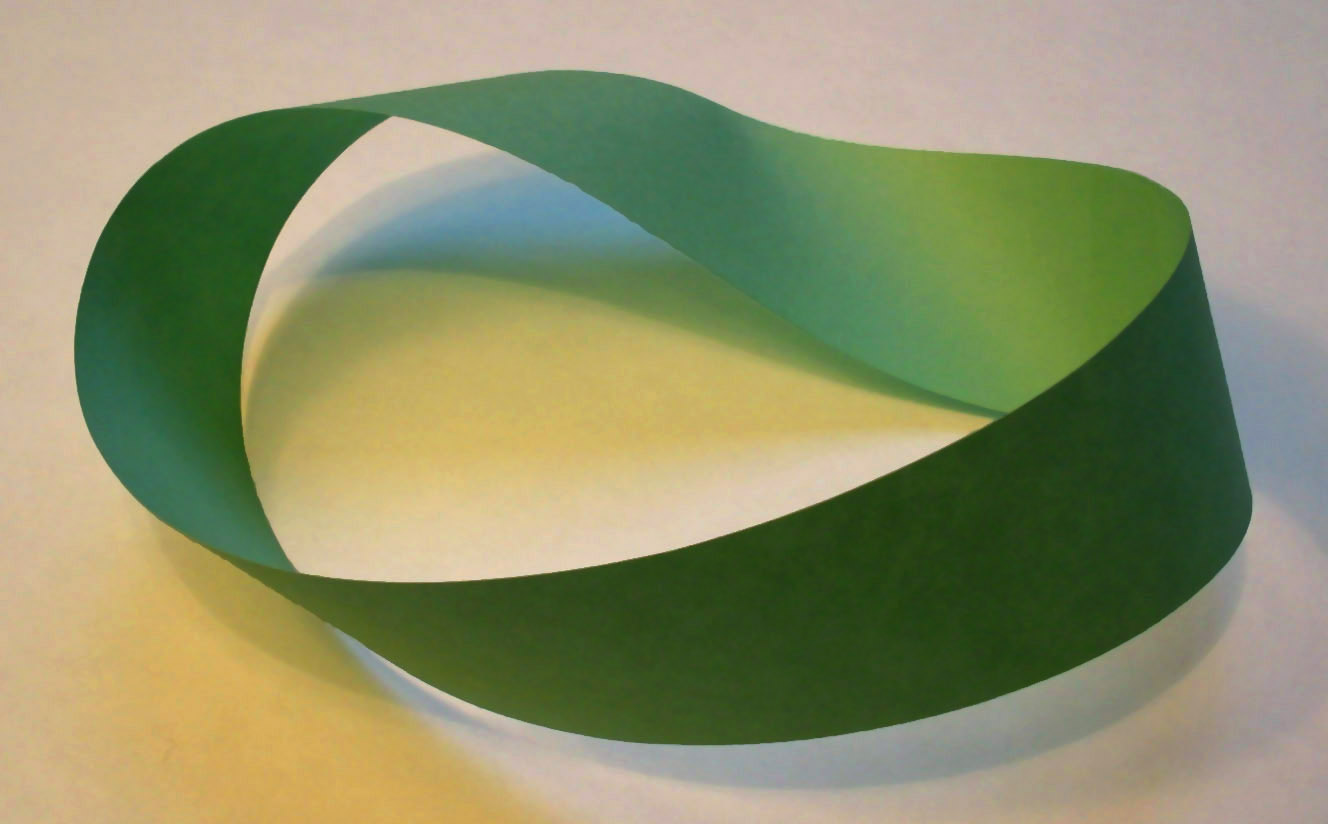
Möbius-szalag
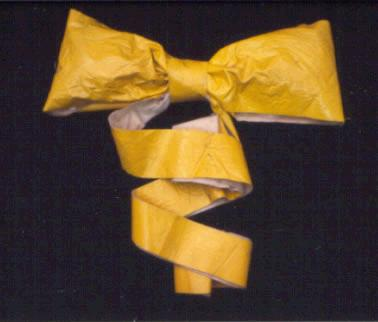
Ezt a sárga szalagot Penne Laingen kötözte egy tölgyfa köré 1979-ben, amikor férjét Iránban foglyul ejtették
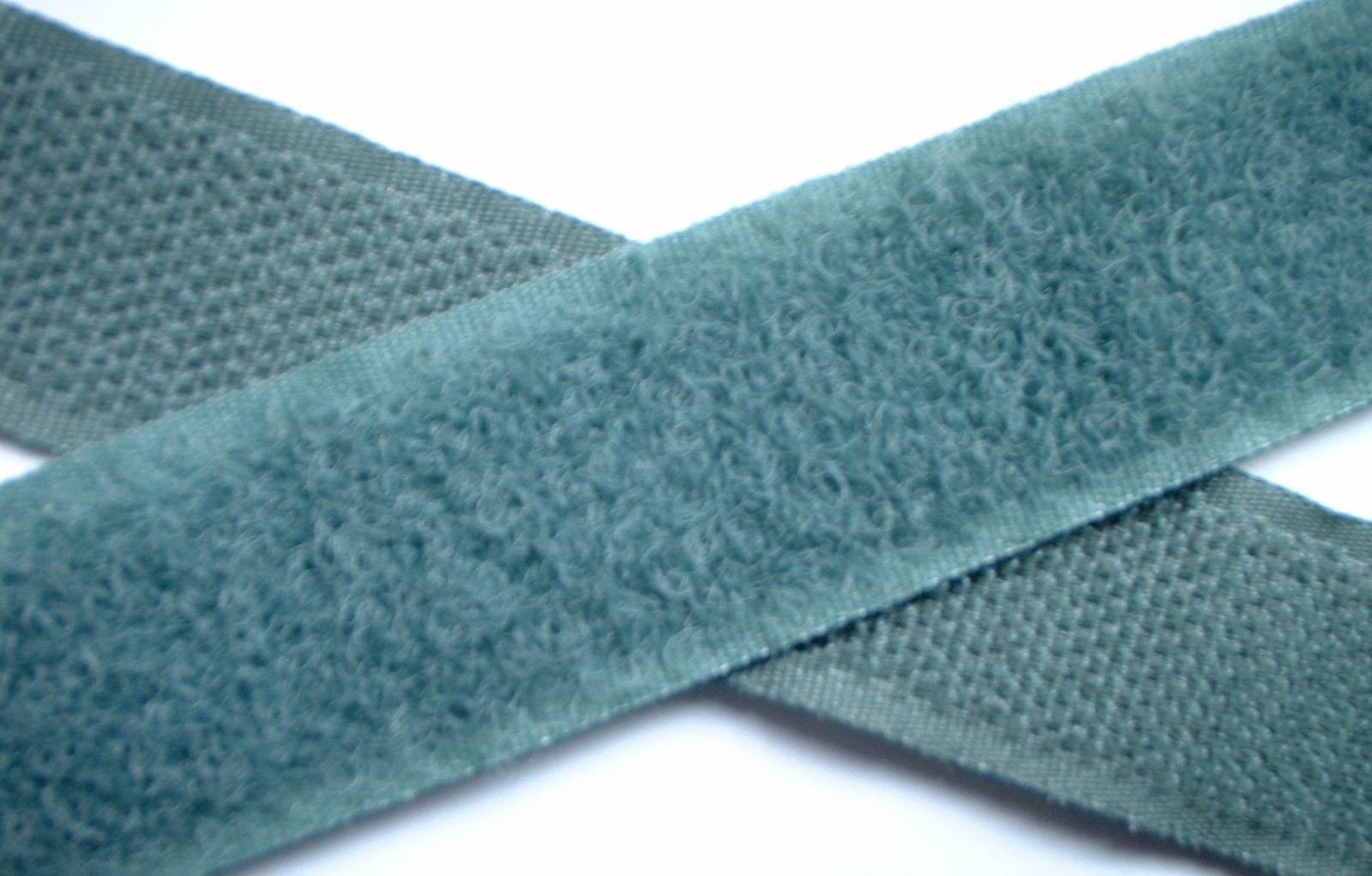
Tépőszalag

## További források
- Wolfgang Kies von Sonnenburg. Die Bandweberei - Textiltechnik mit Tradition. Spiralbuch (2004)